# Nasir ibn Murszid
Nasir ibn Murszid – imam Omanu w latach 1624–1649 z dynastii Ja’aribi.
Znany z tego, że rozpoczął proces wyganiania Portugalczyków z ziem omańskich.